# Fagus engleriana
Fagus engleriana, conocida como haya china, es una especie de árbol de la familia de las fagáceas originria del centro de China. Puede llegar a medir 17 metros de altura.

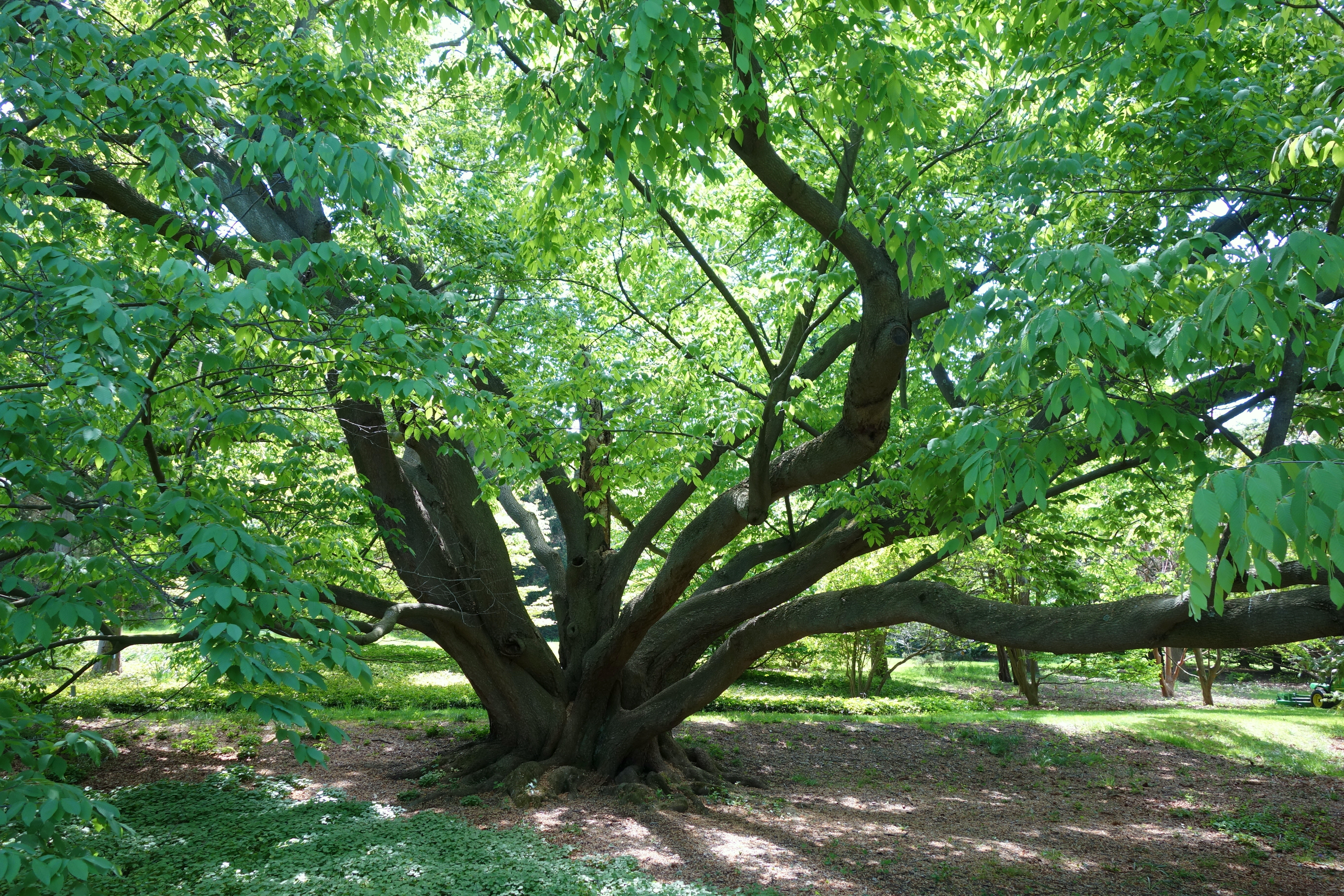
Vista del árbol

## Descripción
Los brotes son de color marrón oscuro y sin pelo. Las hojas contienen de 10 a 14 pares de venas, el margen es sin pelo y apenas dentada.

## Taxonomía
Fagus engleriana fue descrita por Seemen ex Diels y publicado en Botanische Jahrbücher für Systematik, Pflanzengeschichte und Pflanzengeographie 29(2): 285–287, f. 1 A–D. 1900.
Etimología
Fagus: nombre genérico latíno que se remonta a una antigua raíz indoeuropea que encuentra parentesco en el griego antiguo φηγός phēgós "tipo de roble"
engleriana: epíteto otorgado en honor del botánico Adolf Engler.
Sinonimia
- Fagus sylvatica var. chinensis Franch.[4][5]